# 川久保雄基
川久保 雄基（かわくぼ ゆうき、1991年2月2日 - ）は日本の俳優、舞台制作者。
前事務所はヴォーカル。その後、チャレンジャーズ・プロダクションの預かり契約を経て、現在はフリー。

## 人物
東京都八王子市出身。身長172cm、体重50kg。趣味・特技は、サッカー、ダンス、テニス。

## 主な出演作品

### テレビドラマ
- 日曜ビッグSP 人生まるごとハウマッチ!（テレビ東京）
- 仮面ライダー響鬼（テレビ朝日）
- Dのゲキジョー 〜運命のジャッジ〜 「フィンガー5編」（フジテレビ）

### DVD
- となりの801ちゃん - 男子生徒 役

### 映画
- 十七歳
- 劇場版テニスの王子様
- BOYSLOVE 劇場版（2007年、渋谷Q-AXシネマ） - 水木一葉 役

### 舞台
- 英国少年園〜美しき少年たちの鎮魂歌（脚本・演出：星要市）
- 狐火
- めぐり姫萬國漫遊記
- もしも友と呼べるなら
- ミュージカル ありがとうサボテン先生
- ミュージカル シンドバットの大冒険2003 ～魔神島の決戦～（作・演出：我妻光）
- ミュージカル センス・オブ・ワンダー - ロジャー 役
- ミュージカル テニスの王子様 - 壇太一 役
- ミュージカル リボンの騎士〜少女薔薇の英雄伝記〜（製作：劇団スターキャスト） - マーク 役
- ダンスミュージカル kiddy2001
- セカンドエリア的進化論
- RUN&GUN ファースト公演
- JUNK4CARD〜明日に向かって盗め〜
- 秋はやっぱり目黒食堂
- デブリ2〜子供達を責めないで
- Night on the planet[1]
- 「学園ヘヴン」ミュージカル 〜ベルリバティ★プリンス〜 - 滝俊介 役[2]
- ミュージカル「緋色の欠片 〜運命の守護者〜」 - 犬戒慎司 役
- 美童浪漫大活劇 学園八犬伝
- フラボーイ

### VP
- 東京ディズニーリゾート